# Eduard von Reckow
Leopold August Eduard von Reckow (* 1769 auf Gut Loddin bei Stolp; † 29. April 1835 in Düsseldorf) war ein preußischer Generalleutnant.

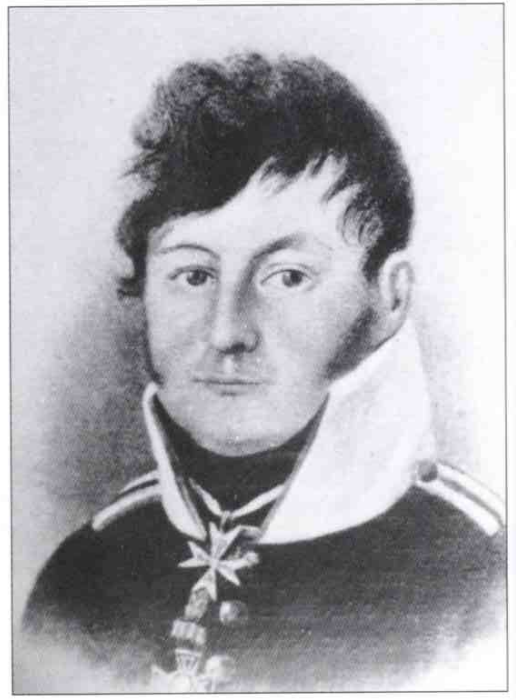
Leopold August Eduard von Reckow, zwischen 1809 und 1811

## Leben
Reckow besuchte ab 26. Mai 1776 zunächst das Kadettenhaus in Stolp und später in Berlin. Am 2. Juni 1787 wurde er als Gefreitenkorporal im Infanterieregiment „zu Hohenlohe-Ingelfingen“ der Preußischen Armee angestellt. Hier avancierte er bis September 1793 zum Sekondeleutnant und nahm 1794/95 am Feldzug in Polen teil. Von 1801 bis 1804 wurde Reckow zu militärischen Vermessungen nach Südpreußen kommandiert und stieg am 8. Oktober 1806 zum Stabskapitän auf. Während des Vierten Koalitionskrieges kämpfte er in den Schlachten bei Pultusk und Friedland. Noch am 18. Januar 1807 wurde er zum Generalstab der russischen Armee kommandiert. Für sein Wirken bei Pultusk erhielt Reckow am 8. August 1807 den Orden Pour le Mérite.
Am 1. Oktober 1807 wurde Reckow Offizier von der Armee und aus Russland erhielt er am 17. Juni 1808 den Orden des Heiligen Wladimir IV. Klasse mit Kokarde. Am 20. August 1808 wurde er zum Kapitän befördert und kam als Kompaniechef in das Colbergsche Infanterie-Regiment. Am 8. Januar 1812 wurde er Major und Kommandeur des Füsilier-Bataillons. Am 11. August 1813 folgte seine Ernennung zum Kommandeur des 9. Reserve-Infanterie-Regiments. Während der Befreiungskriege kämpfte Reckow in den Schlachten bei Großgörschen, Bautzen, Großbeeren, Dennewitz, Leipzig, Laon und Ligny. Bei Bautzen wurde er verwundet und erwarb mit dem Eisernen Kreuz II. Klasse ausgezeichnet. Für Dennewitz erhielt er das Kreuz I. Klasse und für Ligny den Orden der Heiligen Anna. Ferner nahm er am Sturm auf Arnheim teil sowie den Belagerungen von Stettin, Wittenberg, Soissons und den Gefechten bei Wittenberg, Hallen, Siegerdorf, Compiegne sowie den Blockaden von Philippeville und Givet. In der Zeit wurde er am 11. Januar 1814 mit Patent vom 6. März 1814 zum Oberstleutnant und am 3. Oktober 1815 zum Oberst befördert.
Seine bevorzugten Worte der Ermutigung an seine Truppen waren: „Habt Vertrauen in Gott und zagt nicht, meine Kinder“. Im Laufe der Zeit begannen die Offiziere des 9. Reserve-Infanterieregiments, ihn als „Zage nicht“ zu bezeichnen, und schließlich setzte sich dieser Spitzname unter den Soldaten durch. Daraufhin begannen andere Einheiten, das gesamte Regiment „die Zage nichts“ zu nennen.
Nach dem Krieg wurde Reckow am 10. Oktober 1817 zum Inspekteur der Landwehr im Regierungsdepartement Aachen ernannt und am 14. November 1817 dem 21. Infanterie-Regiment aggregiert. Am 20. Februar 1820 wurde er Kommandeur der 16. Infanterie-Brigade und in dieser Eigenschaft am 30. März 1821 mit Patent vom 1. April 1821 zum Generalmajor befördert. Anfang August 1823 erhielt er das Dienstkreuz, wurde am 30. März 1827 Kommandeur der 14. Landwehr-Brigade und Ende November 1830 mit dem Roten Adlerorden II. Klasse mit Eichenlaub ausgezeichnet. Unter Verleihung des Charakters als Generalleutnant wurde Reckow am 18. März 1834 mit einer Pension von 2250 Talern in den Ruhestand versetzt. Er starb bereits am 29. April 1835 in Düsseldorf.

## Familie
Reckow heiratete 1796 Jeannette Florentine Förster (1776–1855). Das Paar hatte mehrere Kinder:
- Angelika Florentine August Konstantine (1797–1885) ⚭ 1823 Friedrich Gottlieb von Homeyer (1793–1856),[4][5] preußischer Major a. D. im 30. Infanterie-Regiment
- Eduard Rudolf Hans Thaddäus (* 1799)
- Berta Renate (1800–1845) ⚭ 1827 Rudolf von Horn (1798–1863), preußischer Generalleutnant
- Thekla Friederike Jeannette Auguste (* 1805)